# どよまん -DOYOMAN-
『どよまん -DOYOMAN-』は、テレビユー山形で土曜夕方に放送されていたローカル生ワイド番組。1997年10月4日から2021年3月20日まで放送されていた。
一時期、番組タイトルを「どよまんスープレックス」と改題していたが、その後再改題した。

## 概要
約23年半にわたり放送されていたローカル長寿番組。
2020年4月より、放送終了後にYouTube「TUYチャンネル」で「どよチャンネル」の配信が始まった。
本番組終了後の後継番組として、2021年4月より「どよーびぽんち」と「どすコイやまがた」が放送されている。

## 放送時間
- 土曜 17:00 - 17:30 （1997年10月 - 1998年3月）
- 土曜 17:00 - 17:54 （1998年4月 - 2008年3月）
- 土曜 16:54 - 17:30 （2008年4月 - 2015年3月）
- 土曜 16:26 - 17:24 （2015年4月 - 2017年3月）
再放送:日曜 1:53 - 2:48（土曜深夜）
- 土曜 16:30 - 17:30 （2017年4月 - 2021年3月）
再放送:日曜 2:08 - 3:08（土曜深夜）

## 出演者
空白はすべて元TUYアナウンサー
- 鈴木竜弘
- 松田明子
- 土屋真紀
- 佐々木瞳
- 道広彩香
- 結城晃一郎（テレビユー山形アナウンサー、番組プロデューサー業と兼務）
- 渡部有
- 矢野秀樹（テレビユー山形アナウンサー）
- 大塩由起
- 斉藤玲奈（リポーター・中継担当、不定期出演）

## 主な企画
- どよまんBOX - 「B」「O」「X」のいずれかの箱を、電話で参加の視聴者がコールし、豪華商品3点の中身を予想する。
- どよまんオリジナルあじまんプロジェクト - 毎年9月から11月にかけてあじまん社とコラボレーションの企画で、2000年秋冬からスタートし、秋冬限定にて展開している。スナック系（軽食）・スイーツ系（甘味）のどちらかがあり、あじまん社とTUYではがき・FAX・電子メールによる一般公募の視聴者のアイデアを厳選し、当選した作品には毎年11月から12月までの土・日・祝日の期間限定にて、オリジナルあじまんを販売する。
- 旬感突撃　けろけろキッチン - 出演者が山形県内の食材を生産地で分けてもらい、現地の人に「○○作ってけろ」と言って食材を使った料理を作ってもらう。
- ヒデキの知らない山形
- ワクワクWORK - 出演者がアナウンサー以外の様々な職業を1日体験する。

- 湯るっとテルメグリ - 出演者が山形県の温泉地を取材に行き、実際に入浴する企画
- おじゃまん中継！- どよまんディレクターが県内の様々なスポットから生中継してリポートする企画
- おらが町自慢 - 県内の市町村で地元の人にインタビューして街の自慢を聞く
- どよまんトレンド企画 - 最新情報やお出かけ情報など、様々なトピックスを広報する。
- くいだおれ駅伝 - 山形県内あるいは東北・新潟の各地方の飲食店の食べ歩きを、駅伝方式で展開する。
- どよまんダイス - プレゼントコーナー　LINEで届いたメッセージから抽選した人に電話して、出演者がダイス（サイコロ）を振って、「当たり」が出るとプレゼントを獲得できる。

## 備考
- 番組には『どよまん体操の歌』というオリジナルソングがあり、マンボリズムの「どよマンボ」、ディスコリズムの「どよフィーバー」、フラダンスリズムの「どよアロハ」の3つのバージョンがある。
- 当番組のコーナーの一つの「くいだおれ駅伝」は、2022年4月22日からTUY公式YouTubeに「くいだおれ駅伝 RETURNS」として復活している。